# Стефан V Лакуста
Стефан V Лакуста или Штефан V Лэкустэ (рум. Ştefan al V-lea Lăcustă; 1508—1540) — господарь Молдавского княжества с 18 сентября 1538 по декабрь 1540 года, внук Стефана III Великого, сын Александра и Марии Асениной.

## История
В августе 1538 года турецкий султан Сулейман Великолепный во главе многочисленного войска напал на Молдавское княжество. После ожесточённых сражений и в результате предательства бояр турки заняли всю территорию страны. Господарём был назначен Стефан Лакуста, который дал согласие на аннексию Тигины турками. Город и прилежащие 18 сел были превращены в турецкую райю под названием Бендеры.
Известен как первый молдавский правитель, назначенный Османской империей, а не избранный внутри страны. Он был также первым из господарей, кто согласился содержать турецкий гарнизон в Сучаве. Однако есть сведения, что Стефан послал для тайных переговоров к Фердинанду Габсбургу боярина Вартика. Господарь надеялся, что император пришлет свою армию и освободит страну. Однако его замыслам не суждено было осуществиться.
Летописец Григоре Уреке сообщает, что во время его правления на Молдавское княжество состоялось нашествие саранчи (лэкустэ), приведшее к потере урожая и сильному голоду. Из-за этого события Стефан V и получил своё прозвище. Пытался сблизиться с боярами, предавшими Петра Рареша, но не снискал их расположения. Бояре, недовольные правлением Лакусты, убили его в декабре 1540 года и избрали господарём Александра Корня, бывшего портара Сучавы, сына Богдана III Кривого, двоюродного брата Стефана V Лакусты. Это произошло ещё до того, как Пётр IV Рареш выторговал прощение у султана и снова стал господарем, а бояре были жестоко наказаны. Жена Стефана V, имя которой неизвестно, умерла через несколько месяцев и была похоронена в монастыре Бистрица. Возможно там же похоронен и он сам.